# Папагалови змии
Папагаловите змии (Leptophis) са род влечуги от семейство Смокообразни (Colubridae).
Таксонът е описан за пръв път от английския зоолог Томас Бел през 1825 година.

## Видове
- Leptophis ahaetulla
- Leptophis coeruleodorsus
- Leptophis cupreus
- Leptophis depressirostris
- Leptophis diplotropis
- Leptophis haileyi
- Leptophis lateralis
- Leptophis mexicanus
- Leptophis modestus
- Leptophis nebulosus
- Leptophis nigromarginatus
- Leptophis riveti
- Leptophis santamartensis
- Leptophis stimsoni
- Leptophis taeniata
- Leptophis viridis